# Zona Monumental del Rímac
La Zona Monumental del Rímac es el casco histórico ubicado en el distrito del Rímac, en la ciudad de Lima, capital del Perú. La zona monumental es «Patrimonio Cultural de la Nación» desde 1972, mediante el R.S.N° 2900-72-ED.
La zona monumental del Rímac, según dos declaraciones, está comprendida dentro de los siguientes límites:

"1.- R.S.N° 2900-72-ED del 28/12/1972 (El Peruano 23/01/1973. p. 4): Es el área comprendida dentro del perímetro formado por el cauce del río Rímac entre el Puente Balta y el Puente Santa Rosa, la prolongación de la Av. Tacos, la Alameda de los Bobos, el perímetro exterior del Convento de los Descalzos, el Cerro San Cristóbal y la prolongación del Jr. Marañón desde el Cerro San Cristóbal hasta el Puente Balta.

2.- R.J.N° 191-89-INC/J del 26/04/1989: Es la zona comprendida dentro del perímetro formado por el cauce del río Rímac entre el Puente Balta y el Puente Santa Rosa; prolongación Tacna, Jr. Virú, Pasaje El Agur"., Av. Francisco Pizarro, Jr. Villacampa, Jr. San Germán, la línea imaginaria que une el Jr. San Germán con la prolongación de la Av. Tacna que pasa por los límites exteriores de la Quinta de Presa, prolongación Tacna, Alameda de los Bobos, perímetro exterior del Convento de los Descalzos, Cerro San Cristóbal y prolongación del Jr. Marañón desde el Cerro San Cristóbal hasta el Puente Balta. Según plano No. 89-0189."

## Lugares de interés

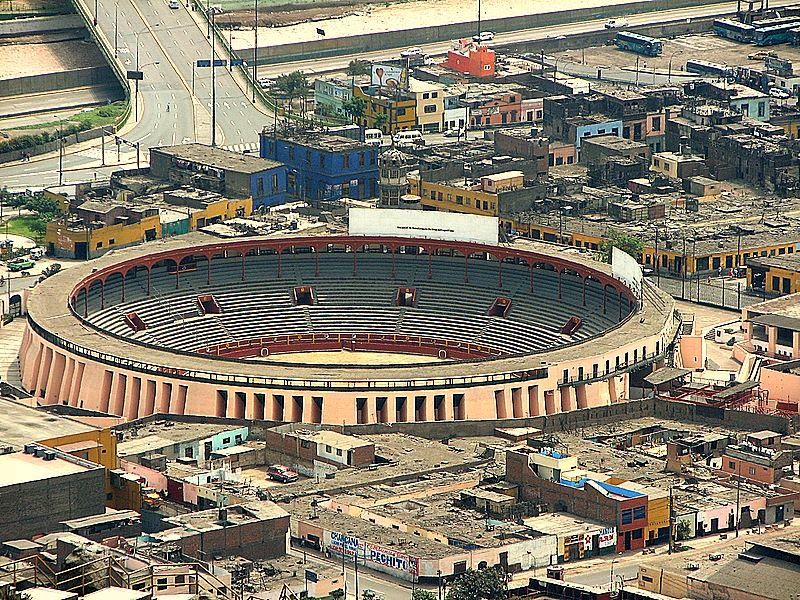
Plaza de Acho
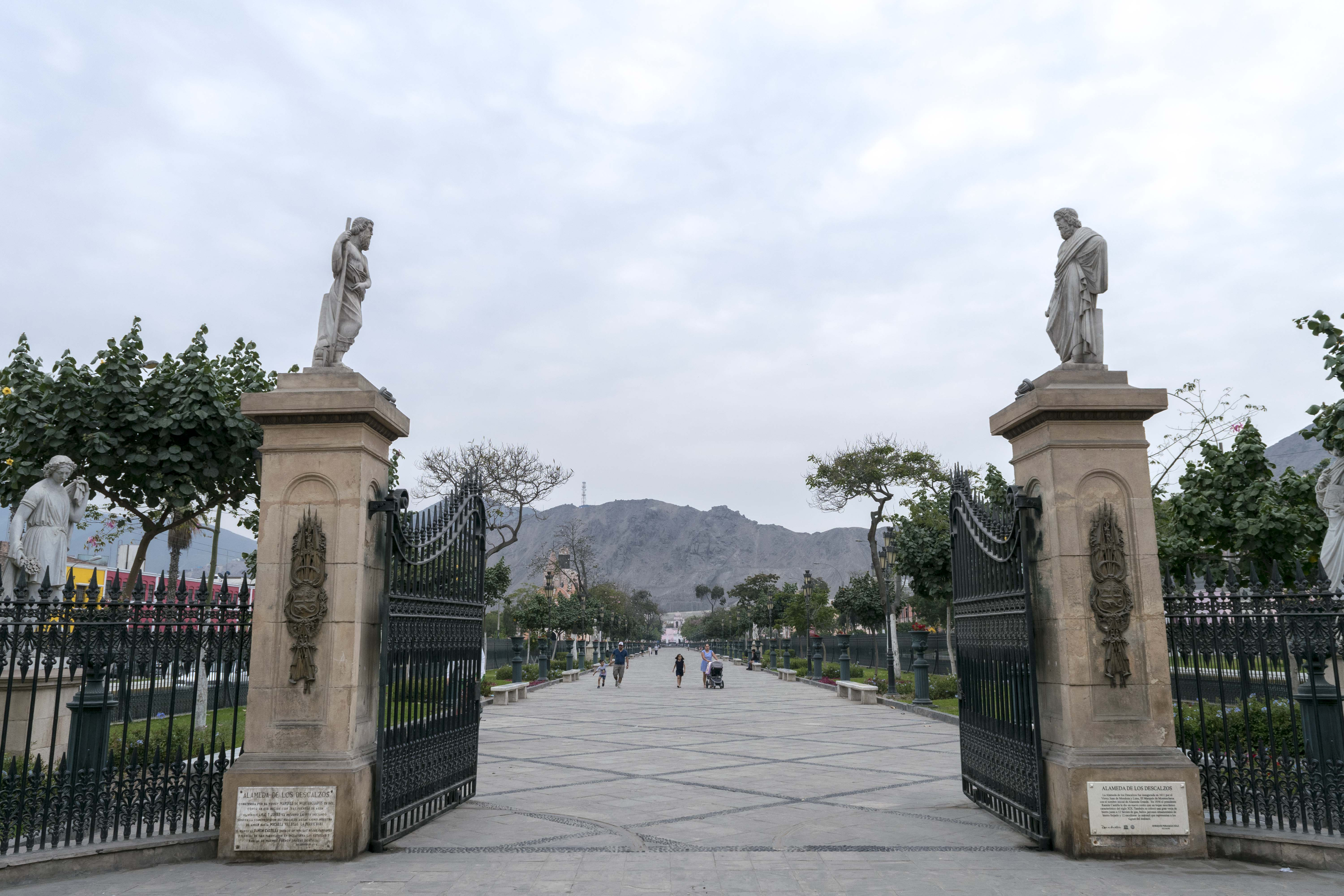
Alameda de los Descalzos
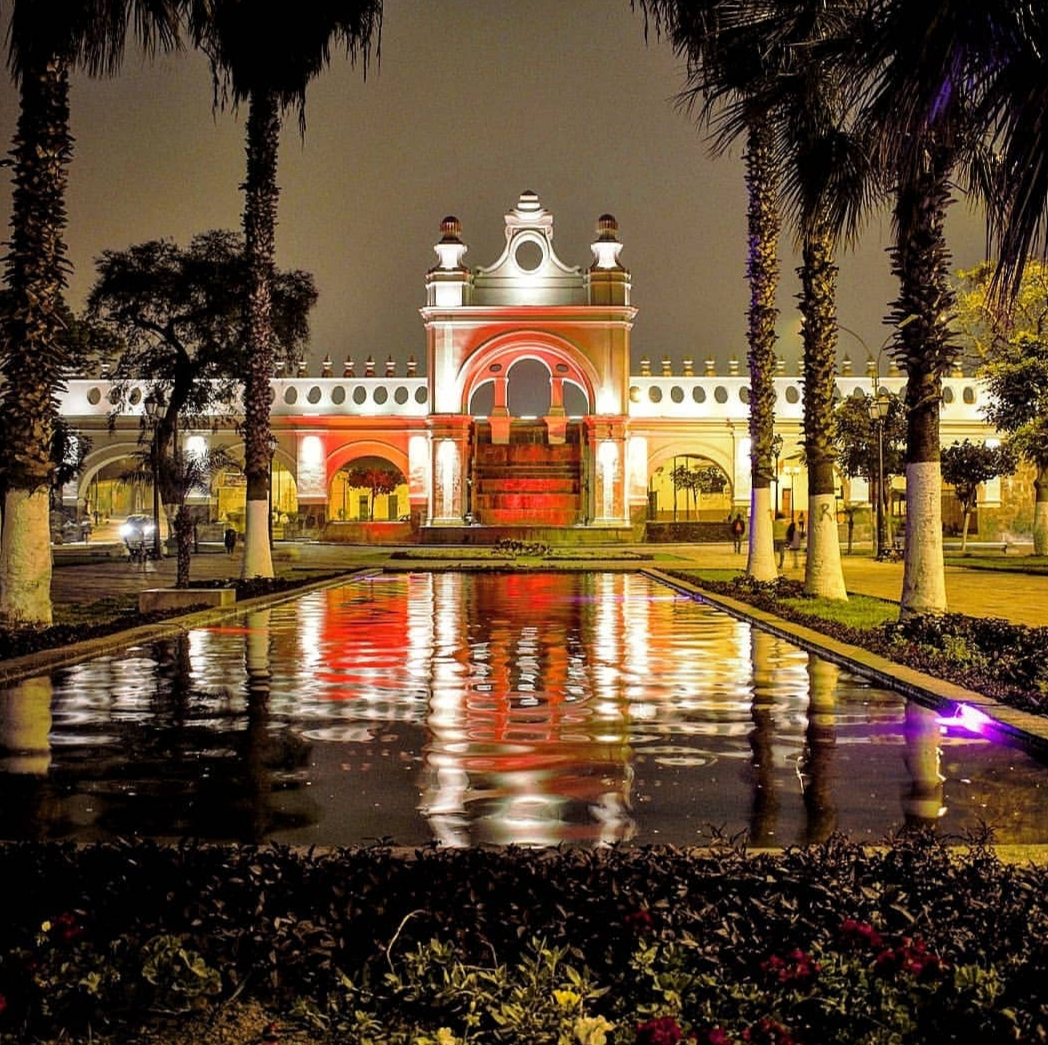
Paseo de Aguas
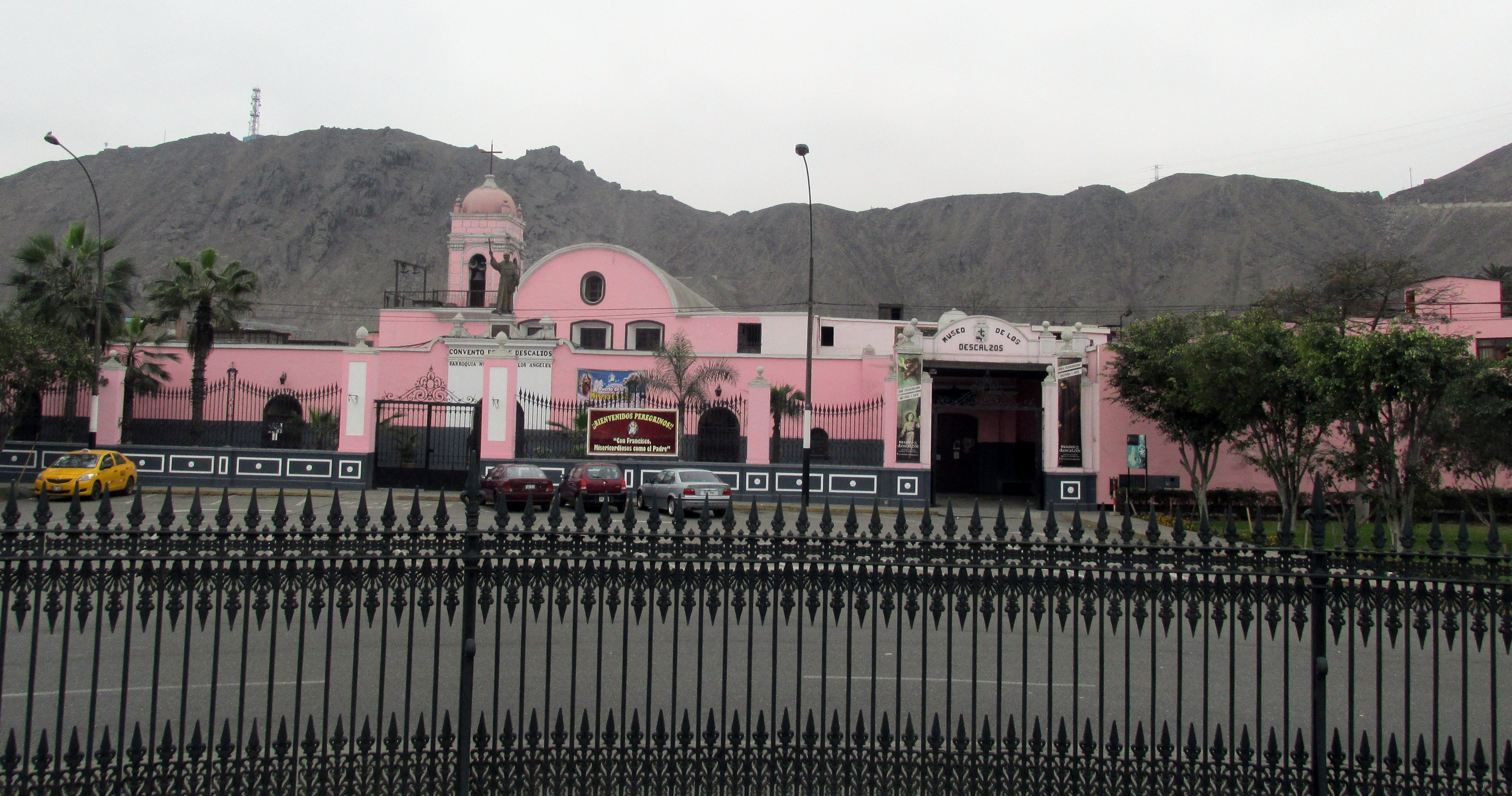
Convento de los Descalzos
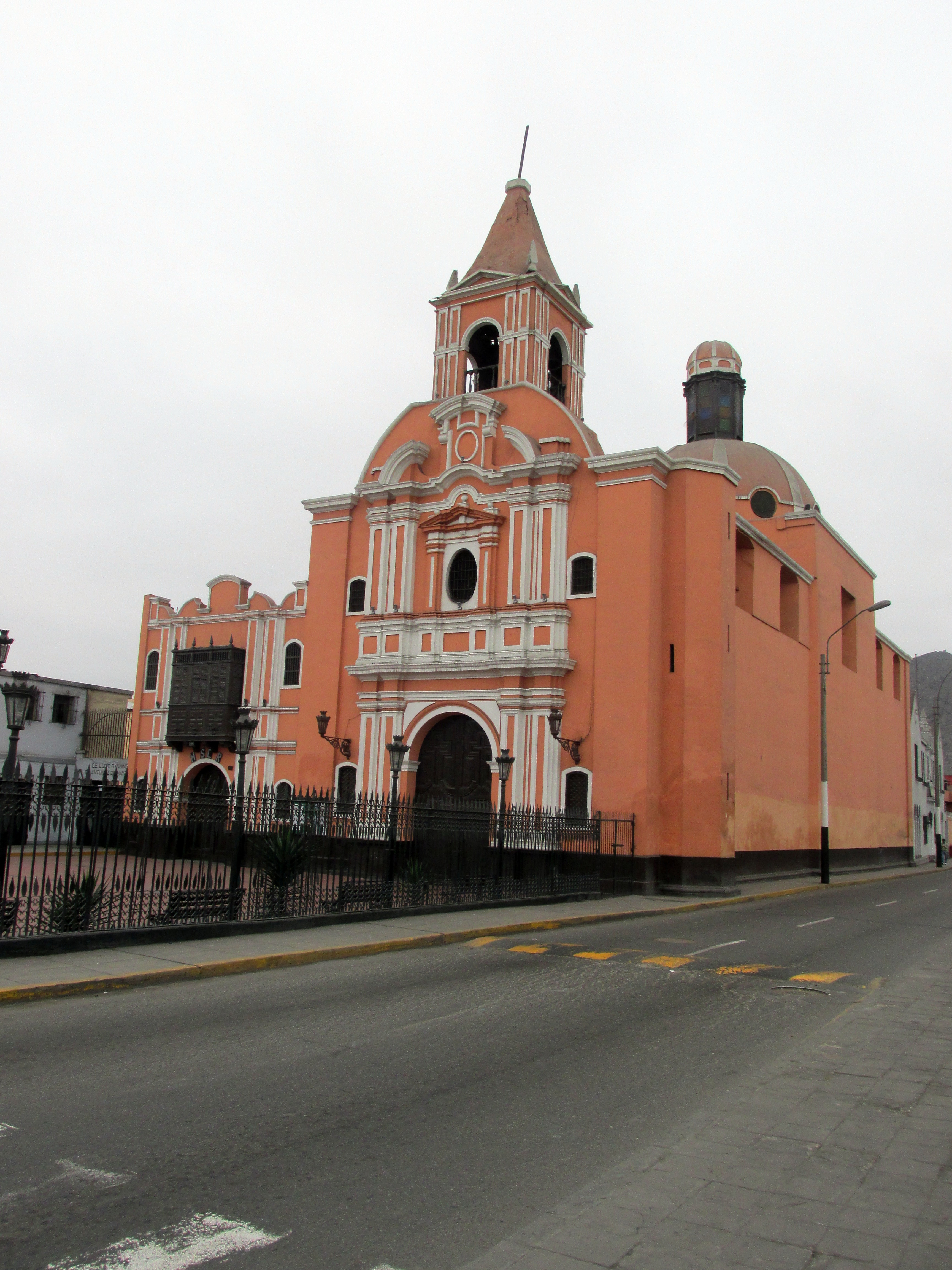
Iglesia de Santa Liberata
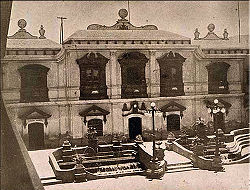
Quinta de Presa